# 各年のインドネシアの一覧
各年のインドネシアの一覧（かくねんのインドネシアのいちらん）は、インドネシアの各年ごとの記事の一覧。この一覧ではインドネシアの各年ごとの記事の他、各世紀と各年代、インドネシアの各分野における各年ごとの記事についても取り扱う。

## 一覧

### 20世紀
- 1940年代
  - 1945年のインドネシア（英語版） 1946年のインドネシア（英語版） 1947年のインドネシア（英語版） 1948年のインドネシア（英語版） 1949年のインドネシア（英語版）
- 1960年代
  - 1965年のインドネシア（英語版）
- 2000年代
  - 2000年のインドネシア（英語版）

### 21世紀
- 2000年代
  - 2002年のインドネシア（英語版） 2004年のインドネシア（英語版）
  - 2005年のインドネシア（英語版） 2006年のインドネシア（英語版） 2007年のインドネシア（英語版） 2008年のインドネシア（英語版） 2009年のインドネシア（英語版）
- 2010年代
  - 2010年のインドネシア（英語版） 2011年のインドネシア（英語版） 2012年のインドネシア（英語版） 2013年のインドネシア（英語版） 2014年のインドネシア（英語版）
  - 2015年のインドネシア（英語版） 2016年のインドネシア（英語版） 2017年のインドネシア（英語版） 2018年のインドネシア（英語版） 2019年のインドネシア（英語版）
- 2020年代
  - 2020年のインドネシア（英語版）